# Rue de la Pleau
La rue de la Pleau (en occitan : carrièra d'Antoni de La Pleau) est une voie de Toulouse, chef-lieu de la région Occitanie, dans le Midi de la France. Elle appartient au site patrimonial remarquable de Toulouse. Cette rue médiévale tranquille a conservé son aspect ancien, malgré les destructions lors du percement de la rue Théodore-Ozenne, au début du XXe siècle. Aujourd'hui, le bel hôtel Renaissance de Pierre Martin accueille le musée Paul-Dupuy.

## Situation et accès

### Description
La rue de la Pleau est une voie publique. Elle se trouve au cœur du quartier Saint-Étienne, dans le secteur 1 - Centre.
La rue de la Pleau mesure 74 mètres de long. Cette rue étroite a conservé son gabarit médiéval et ne fait que 4 mètres de large dans ses parties les plus étroites. Elle naît de la rue Théodore-Ozenne dont elle est perpendiculaire et se prolonge vers l'est pour se terminer sur la petite place Perchepinte, au carrefour de la grande-rue Nazareth, de la rue Perchepinte et de la rue Mage.
La chaussée compte une seule voie de circulation automobile à sens unique, de la rue Théodore-Ozenne vers la grande-rue Nazareth. Elle est définie comme une zone de rencontre et la vitesse y est limitée à 20 km/h. Il n'existe pas de bande, ni de piste cyclable, quoiqu'elle soit à double-sens cyclable.

### Voies rencontrées
La rue de la Pleau rencontre les voies suivantes, dans l'ordre des numéros croissants :
1. Rue Théodore-Ozenne
2. Grande-rue Nazareth

## Odonymie

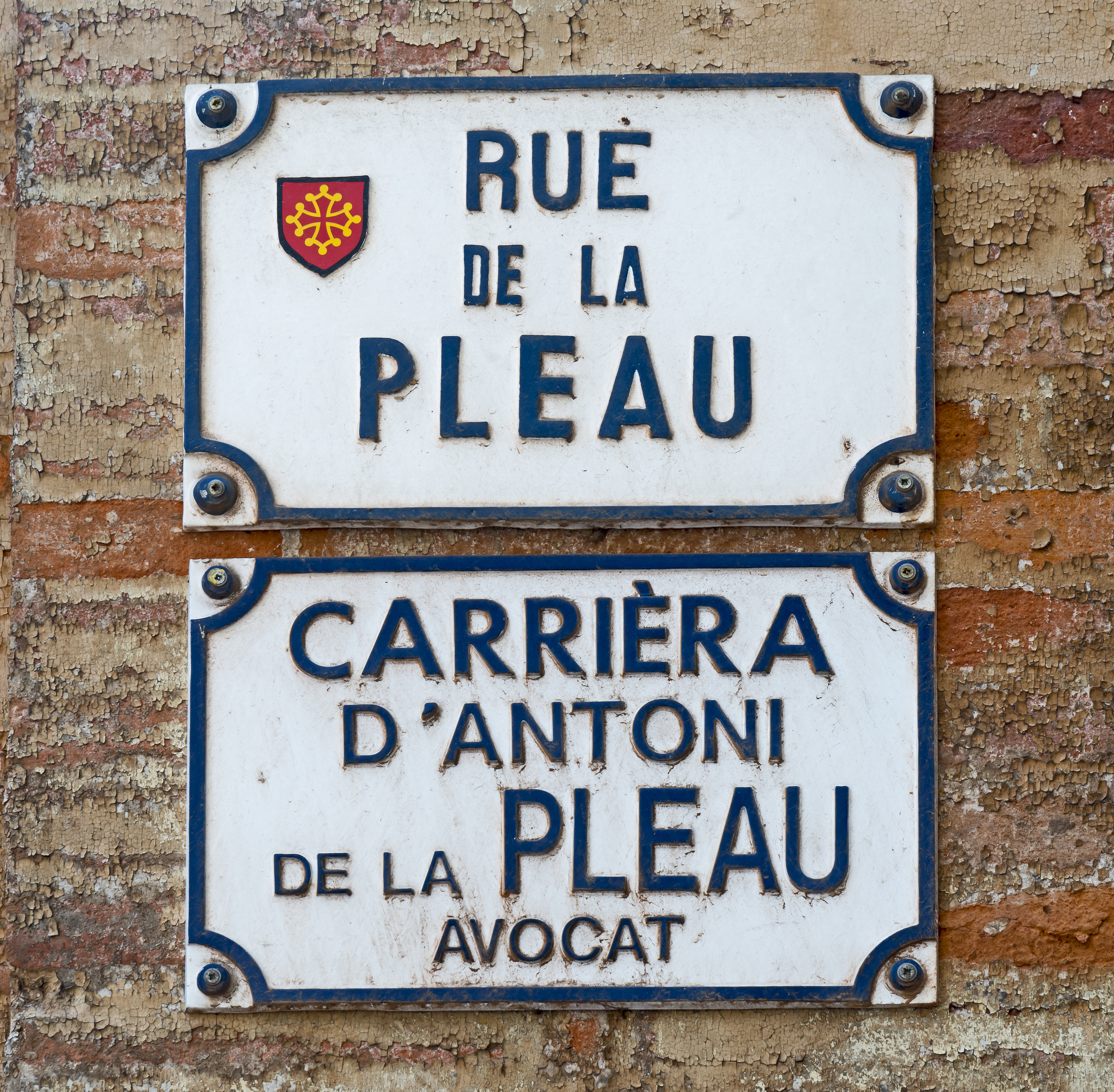
Plaques de rue en français et en occitan.

La rue de la Pleau tient son nom de l'hôtel particulier que possédait la famille La Pleau, à l'angle de cette rue (actuel no 17) et de la place Perchepinte.
Au Moyen Âge, et au moins à partir du XIVe siècle, elle porte alternativement les noms de rue de Belcastel, parfois altéré en Vieil-Castel, et de rue de Malbec, à cause de deux importantes familles toulousaines, les Belcastel et les Malbec. La rue ne prend le nom de la famille La Pleau qu'au début du XVIIe siècle, alors que ses derniers membres ont disparu. La traduction en occitan du nom de la rue a choisi d'honorer la mémoire d'un des membres de cette famille, Antoine de La Pleau. Le nom de la rue fut parfois altéré aux siècles suivants : on trouve rue de Laplace au XVIIe siècle, ou encore rue de Labla au XVIIIe siècle. En 1794, pendant la Révolution française, la rue porta quelque temps le nom de rue la Liberalité.

## Histoire

### Moyen Âge et période moderne
Au Moyen Âge, la rue de la Pleau appartient au capitoulat de Saint-Barthélémy. La population de la rue, comme celle des rues voisines, est en grande partie composée de gens de loi et de parlementaires. Elle porte d'ailleurs les noms de plusieurs importantes familles toulousaines : les Belcastel, les Malbec et, enfin, les La Pleau, qui ont leur hôtel à l'angle de la rue (actuel no 17) et de la place Perchepinte. Le membre le plus célèbre de cette famille est Antoine de La Pleau, docteur en droit et avocat au parlement. En 1568, il est arrêté, accusé d'être l'auteur d'un libelle diffamatoire. Le 24 septembre 1568, ses biens sont saisis, tandis qu'il est soumis à la question, condamné à mort et pendu place Saint-Georges,. En 1571, pourtant, ses biens sont restitués à sa famille. On trouve également, au siècle suivant, un Jean de La Pleau, procureur à la sénéchaussée.

### Époque contemporaine
Relativement épargnée par les travaux de réaménagement et d'élargissement au cours du XIXe siècle, la rue de la Pleau connaît en revanche des bouleversements au début du XXe siècle. Le percement de la rue Théodore-Ozenne, entre 1908 et 1912, transforme son visage, qui perd toutes les maisons du côté ouest (anciens no 5 à 9 et 4 à 6). Après la Seconde Guerre mondiale, la partie ouest de la rue, entre la rue du Languedoc et la rue Théodore-Ozenne, est séparée de la rue de la Pleau et prend le nom de René Pointurier, Résistant toulousain mort en déportation au camp de Mauthausen en 1944.

## Patrimoine et lieux d'intérêt

### Musée Paul-Dupuy

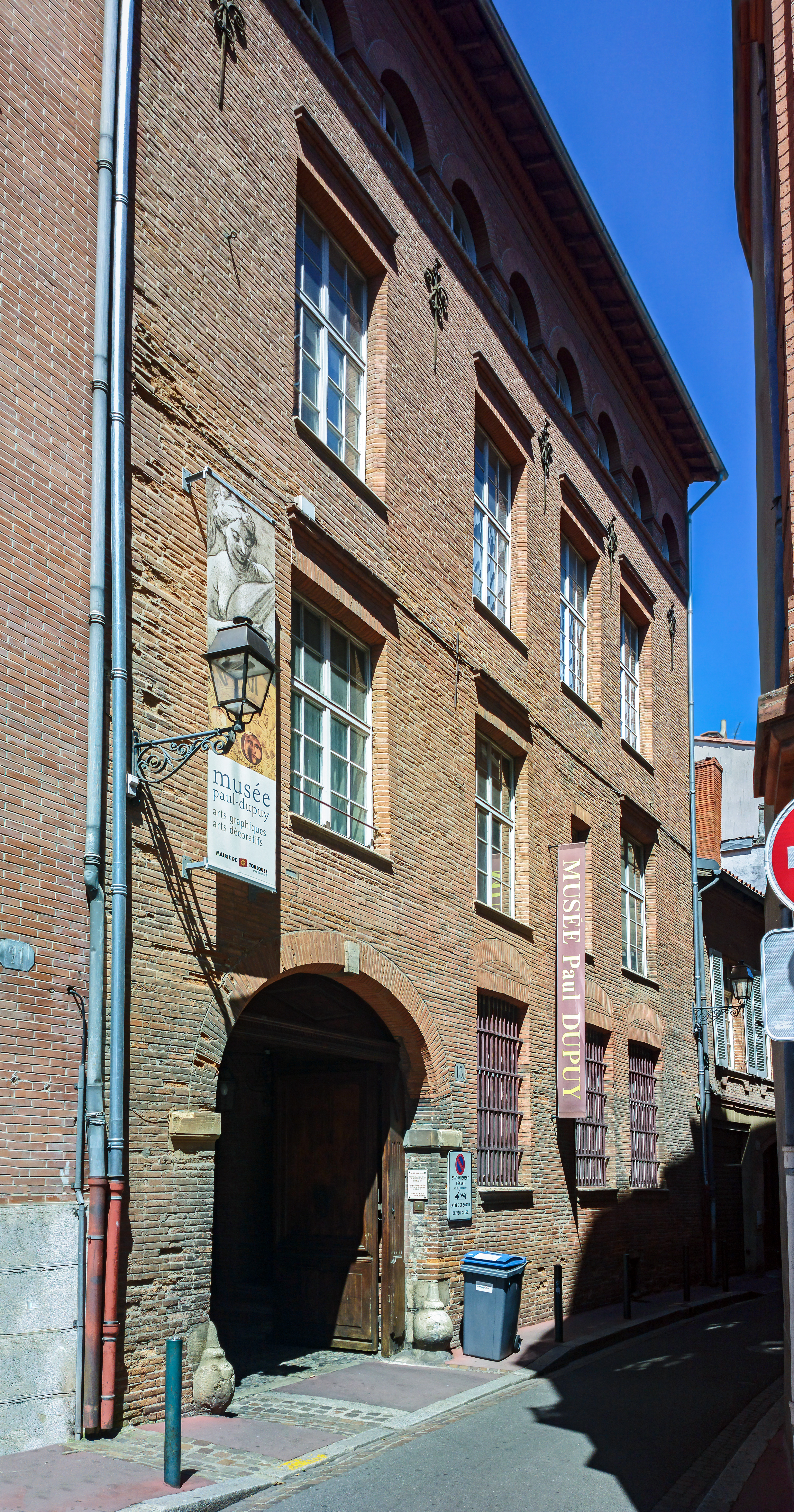
no 13 : façade de l'hôtel de Besson.

Un hôtel particulier est construit au début du XVIe siècle pour Pierre Martin, procureur au parlement et capitoul en 1511-1512. Il est vraisemblablement reconstruit au XVIIe siècle par son nouveau propriétaire, Pierre Besson. La façade sur rue et celles sud et est de la cour semblent dater de cette période, ainsi que plusieurs éléments du décor intérieur (plafonds, cheminées). Paul Dupuy achète la demeure en 1905 pour y installer ses collections. Il modifie les élévations existantes : les fenêtres sont agrandies, la façade sur rue est surélevée, la tour est achevée, une nouvelle aile en fond de cour est édifiée. Le musée devient municipal en 1949 : il reçoit les arts graphiques, la numismatique et les arts décoratifs.
L'édifice se compose de trois corps de bâtiment organisés en U autour d'une cour. Quelques fenêtres du 1er étage des ailes nord et est sont ornées de belles ferronneries. Une tour polygonale percée de petites fenêtres est édifiée à l'angle sud-est et accueille un escalier.

### Immeubles
- no  11 : Crédit agricole de Toulouse. 
En 1922, la ville vend les bâtiments de l'ancien hôtel Dahus à la caisse régionale du Crédit agricole. L'architecte Jean Valette est chargé de construire un nouveau corps de bâtiment ouvrant sur les rues Théodore-Ozenne et d'Aussargues en 1950, puis de celui à l'angle de la rue de la Pleau en 1954. Ce dernier possède un rez-de-chaussée surélevé, deux étages carrés et un étage en surcroît percé de mirandes, ce qui permet d'avoir une continuité du dernier niveau et de la toiture avec l'hôtel Dahus. Les élévations sont couronnées par une corniche à denticules et un avant-toit[9].

- no  17 : maison de la famille La Pleau. 
Cette maison noble est construite au début du XVIe siècle pour la famille La Pleau. L'élévation principale se situe sur la place Perchepinte. Sur l'élévation latérale, du côté de la rue de la Pleau, deux fenêtres à meneau sont encore visibles ainsi qu'un décor de faux mâchicoulis séparant les étages du niveau de comble[10].